# 豫章道
豫章道是中华民国江西省的道。
民國3年（1914年）5月置，道尹為繁要缺，一等。駐南昌县（今江西省南昌市城區）。轄南昌、新建、豐城、進賢、南城、黎川、南豐、廣昌、資溪、臨川、金溪、崇仁、宜黃、樂安、東鄉、餘江、上饒、玉山、弋陽、貴溪、鉛山、廣豐、橫峰等23縣。民國16年（1927年）廢。